# Denticucullus
Denticucullus är ett släkte av fjärilar som beskrevs av László Rákosy, 1996. Denticucullus ingår i familjen nattflyn, Noctuidae.

## Dottertaxa tillDenticucullus, i alfabetisk ordning[1][2]
| Denticucullus mabillei                |  |                |  |  |
| Denticucullus pygminaXXXXXXXXXXXXXXXX |  | Mindre stråfly |  |  |

## Bildgalleri

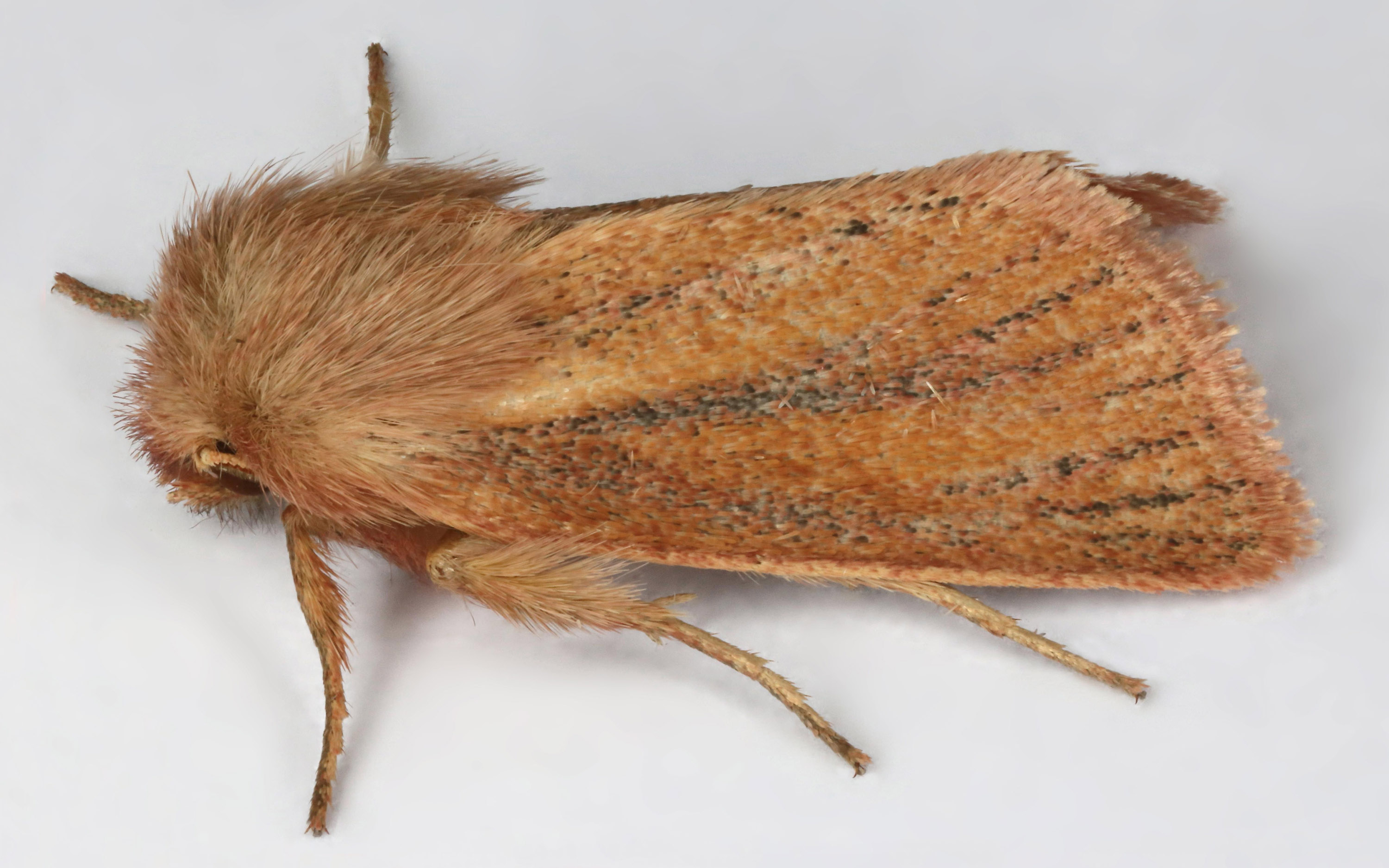
Mindre stråfly, Denticucullus pygmina